# Chorwacja na Mistrzostwach Europy w Lekkoatletyce 2010
Chorwacja na Mistrzostwach Europy w Lekkoatletyce 2010 – reprezentacja Chorwacji podczas zawodów liczyła 12 zawodników: 5 kobiet oraz 7 mężczyzn.

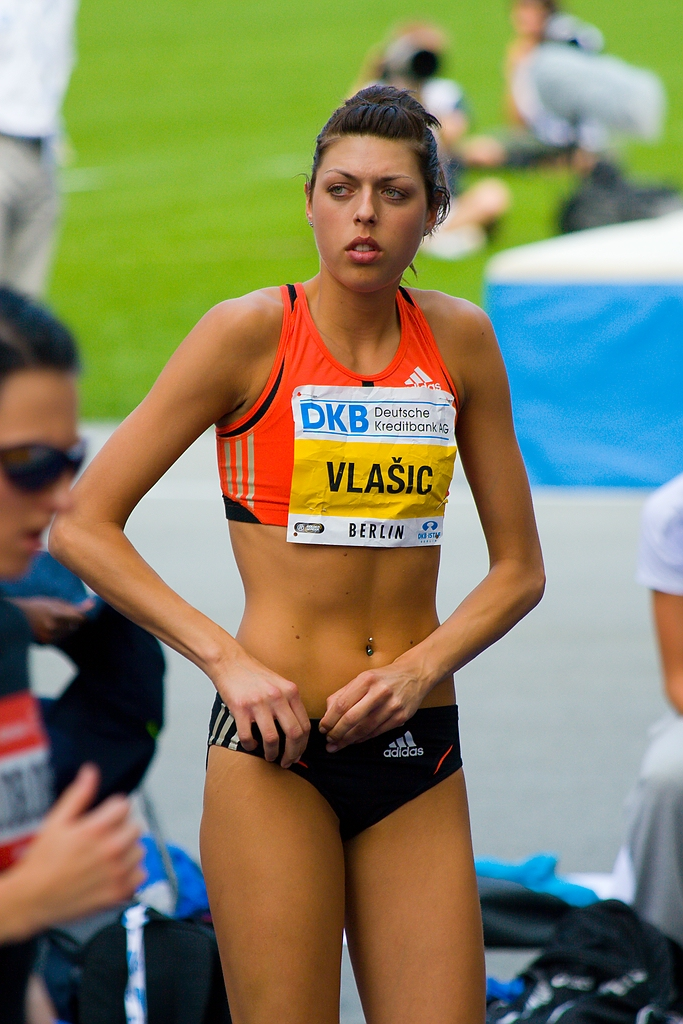
Blanka Vlašić

## Występy reprezentantów Chorwacji

### Mężczyźni
- Bieg na 100 m
  - Dario Horvat

- Bieg na 110 m przez płotki
  - Jurica Grabušić

- Pchnięcie kulą
  - Nedžad Mulabegović

- Rzut dyskiem
  - Martin Marić
  - Marin Premeru
  - Roland Varga

- Rzut młotem
  - András Haklits

### Kobiety
- Bieg na 400 m przez płotki
  - Nikolina Horvat

- Skok wzwyż
  - Ana Šimić
  - Blanka Vlašić

- Rzut dyskiem
  - Vera Begić
  - Sandra Perković